# Dihammaphora minuta
Dihammaphora minuta är en skalbaggsart som beskrevs av Louis Alexandre Auguste Chevrolat 1859. Dihammaphora minuta ingår i släktet Dihammaphora och familjen långhorningar. Inga underarter finns listade i Catalogue of Life.